# Aleksander Krasuski
Aleksander Stanisław Krasuski (ur. 3 maja 1890 w Warszawie, zm. wiosną 1940 w Charkowie) – polski lekarz, doktor medycyny, historyk medycyny, ofiara zbrodni katyńskiej.

## Życiorys
Syn Alojzego i Gabrieli z Kaczorowskich. Absolwent Uniwersytetu Warszawskiego (1918), uczeń Marcelego Handelsmana, doktorat pod kierunkiem Stefana Czarnkowskiego w 1935 (wydana w 1946). Pracę habilitacyjną poświęcił historii dżumy w Polsce, rękopis zaginął w czasie wojny.
Uczestnik jako ochotnik w wojnie polsko-bolszewickiej, w stopniu podporucznika, pod-lekarza. Od 1926 w pospolitym ruszeniu. W czasie kampanii wrześniowej 1939 był w kadrze 1 Szpitala Okręgowego. Po agresji ZSRR na Polskę w nieznanych okolicznościach wzięty do niewoli sowieckiej i przewieziony do obozu w Starobielsku. Wiosną 1940 został zamordowany przez funkcjonariuszy NKWD w Charkowie i pogrzebany potajemnie w bezimiennej mogile zbiorowej w Piatichatkach, gdzie od 17 czerwca 2000 mieści się oficjalnie Cmentarz Ofiar Totalitaryzmu w Charkowie. Figuruje na Liście Starobielskiej NKWD, pod poz. 1729.
5 października 2007 minister obrony narodowej Aleksander Szczygło mianował go pośmiertnie na stopień porucznika. Awans został ogłoszony 10 listopada 2007 w Warszawie, w trakcie uroczystości „Katyń Pamiętamy – Uczcijmy Pamięć Bohaterów”.

## Wybrane publikacje
- Fenina a salicyl, salol, aspiryna w leczeniu ostrego goścca stawowego i innych chorób gorączkowych, Poznań 1928.
- Bernardino Ramazzini jako twórca nauki o chorobach zawodowych i jego wpływ na medycynę polską na przełomie XVIII i XIX wieku, Warszawa 1934.
- Zarys historyczny leczenia morzem i jego leczenia społecznego, Warszawa 1935.
- Na co chorowano i jak się leczono w dobrach magnatów polskich w końcu 18-go wieku, Warszawa 1936.
- Zarys historyczny talassoterapii, Warszawa 1937.